# 第8回ニューヨーク映画批評家協会賞
第8回ニューヨーク映画批評家協会賞は、1942年の優秀な映画に贈られた賞である。1942年12月26日に発表された。

## 受賞
- 作品賞：
  - 軍旗の下に

- 主演男優賞：
  - ジェームズ・キャグニー - ヤンキー・ドゥードゥル・ダンディ

- 主演女優賞：
  - アグネス・ムーアヘッド - 偉大なるアンバーソン家の人々

- 監督賞：
  - ジョン・ファロー - ウェーク島攻防戦

- 戦争ドキュメンタリー賞
  - Moscow Strikes Back